# Atractus thalesdelemai
Atractus thalesdelemai — вид змій родини полозових (Colubridae). Мешкає в Південній Америці.

## Поширення і екологія
Atractus thalesdelemai відомі з двох місцевостей, одна з яких розташована в заповіднику Сан-Рафаель в парагвайському департаменті Каасапа, а друга — в муніципалітеті Пасу-Фунду в бразильському штаті Ріу-Гранді-ду-Сул. Вони живуть на луках, на висоті від 100 до 700 м над рівнем моря.

## Збереження
МСОП класифікує цей вид як такий, що перебуває під загрозою зникнення. Atractus thalesdelemai загрожує знищення природного середовища.